# 汉弗里·戴维
汉弗里·戴维爵士，第一代從男爵（英語：Sir Humphry Davy, 1st Baronet，1778年12月17日—1829年5月29日），英国化学家。是提取化学元素最多的人，包含鈉、鉀、鈣、鍶、鋇與鎂六種，被譽為「無機化學之父」。一般認為戴維是燈泡和第一代礦工燈的發明者。

## 生平
- 1778年12月17日，出生在英格蘭彭赞斯附近的鄉村。
- 1798年，在布裡托爾一所氣體療病研究室當管理員。
- 1801年，被皇家學會聘請，擔任化學講師兼管實驗室。
- 1803年，被選為英國皇家學會會員。
- 1807年，出任皇家學會秘書。
- 1812年，受封為爵士，出版了《化学哲学原理》。
- 1813年，任命法拉第為他的助手，使這個貧窮的訂書工逐漸成為著名的科學家。晚年的戴維曾說過：「我雖然在科學上有很多發現，但是我這輩子最大的發現，就是發現了法拉第。」
- 1820年，被選為皇家學會會長。
- 1829年，在日內瓦逝世，享年51歲。
- 1829年, 在他的葬礼结束不久后，他的妻子在威斯敏斯特教堂为他安置了一块纪念碑。

## 貢獻
1799年，戴维发现了一氧化二氮（又名笑气）具有麻醉作用，能使病人丧失痛觉。1802年開創了農業化學。1807年用電解法離析出金屬鉀和鈉；1808年分離出金屬鈣、鍶、鋇和鎂。1813年他在法国研究碘，指出碘是與氯類似的元素，並製備出碘化鉀和碘酸鉀等許多碘的化合物。後還證實金剛石和木炭的化學成分相同。1815年發明安全礦燈。1817年發現鉑能促使醇蒸氣在空氣中氧化的催化作用。

## 外部連結
- Kenyon, T. K. . Chemical Heritage. 2008/2009, 26: 30–35  [2013-08-29]. （原始内容存档于2010-06-15）.
- Pratt, Anne. . . London: Charles Knight and Company. 1841. (Davy's first name is spelled incorrectly in this book.)
- Humphry Davy的作品  - 古騰堡計劃
- The Collected Works of Humphry Davy （页面存档备份，存于）
- Obituary (1830)
- Journal of a Tour made in the years 1828, 1829, through Styria, Carniola, and Italy, whilst accompanying the late Sir Humphry Davy by J.J. Tobin (1832)
- Humphry Davy, Poet and Philosopher by Thomas Edward Thorpe, New York: Macmillan, 1896
- Young Humphry Davy: The Making of an Experimental Chemist by June Z. Fullmer, Philadelphia: American Philosophical Society, 2000
- BBC – Napoleon's medal 'cast into sea' （页面存档备份，存于）
- 英國國家檔案館里相關的資料 汉弗里·戴维